# Harry Crerar
Henry Duncan Graham Crerar, kendt som Harry Crerar (født 28. april 1888, død 1. april 1965) var en canadisk general og landets øverste militære skikkelse under 2. verdenskrig.
Han blev født i Hamilton, Ontario og døde i Ottawa, Ontario.